# Cretoniscellus aegaeus
Cretoniscellus aegaeus är en kräftdjursart som först beskrevs av Helmut Schmalfuss 1972.  Cretoniscellus aegaeus ingår i släktet Cretoniscellus och familjen Trichoniscidae. Inga underarter finns listade i Catalogue of Life.